# Chiesa di Santa Maria della Neve (Pisogne)
La chiesa di Santa Maria della Neve sorge ai margini di Pisogne, sotto lo spuntone di roccia reciso dalla strada che porta alla frazione di Fraine.

## La storia

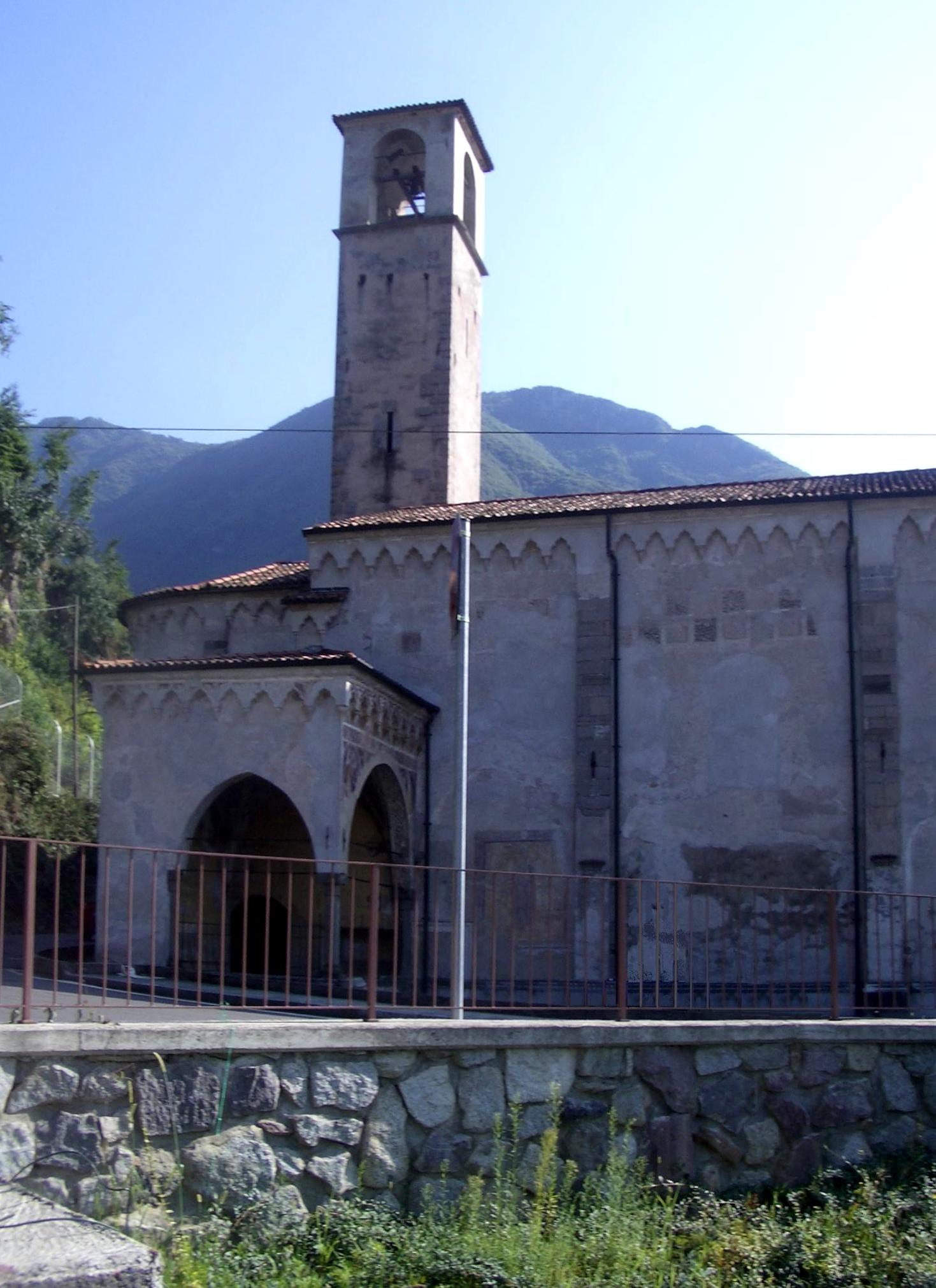
Il lato sinistro della chiesa

La chiesa fu edificata, fuori dal centro abitato, nella seconda metà del XV secolo per volere della comunità di Pisogne. Lo studio della struttura muraria compiute non evidenziarono la presenza di strutture precedenti, e ha la caratteristica tipica delle pievi bresciane a unica navata con archi a ogiva le cui volte furono completate successivamente. Il monogramma cristologico di san San Bernardino posto al centro dell'architrave del portale (assieme all'affresco scomparso raffigurante il Dogma della morte che stava sulla facciata). La chiesa fu edificata lungo il percorso che collegava Pisogne con le miniere di Grignaghe e i luoghi di lavorazione di siderite, lungo l'antico tracciato romano, strada che era conosciuta con il nome di strada pubblica valseriana. Pisogne aveva raggiunto l'autonomia comunale nel 1462 e questo aveva dato maggior valore alla località, indicata come itinerario di terraferma di Venezia anche dai disegni di Leonardo da Vinci con il lago e la descrizione di Marin Sanudo il Giovane del 1483. Proprio in considerazione di quanto il territorio avesse acquistato importanza, che si deve collocare il desiderio dei locali e dell'allora arciprete e nobile Gian Pietro Federici di edificare un nuovo luogo di culto, con l'importante decorazione che ospita,
La nuova costruzione aveva conservato dipinti ormai diventati vecchi, pur non avendo troppi anni, ma che sembravano tanto lontani dalla nuova arte che la fie del Quattrocento e il Cinquecento avevano portato.

## Descrizione

### Esterno
La facciata, molto semplice, con tetto a capanna, è decorata a rombi policromi; il sobrio portale, in arenaria rossa di Gorzone., è ornato sui piedritti da candelabre e porta sull'architrave -assieme al monogramma bernardiniano- l'immagine di due teste di santi. Esso è sormontato da una nicchia semicircolare con una statua raffigurante la Madonna col Bambino, con due angeli affrescati sullo sfondo.
Sul lato sinistro è posto un portichetto, che mostra tracce di affreschi attribuiti a Giovanni da Marone: tra essi i resti di una Madonna col Bambino e santi) (1486)

### Interno
L'interno è costituito da un'aula unica, divisa in tre campate da archi acuti che portano all'arco trionfale e all'abside.
Una sola fonte di luce, quella dell'oblò sulla facciata, illumina gli affreschi del Romanino, terminati nel 1534, che ornano la chiesa. Il pittore bresciano fece chiudere le preesistenti finestre laterali per poter sfruttare interamente e in modo uniforme lo spazio delle pareti.
Nel 1588 i frati agostiniani su sollecitazione di san Carlo Borromeo presero in carico la chiesa, costruendo accanto a essa un convento (poi ampiamente ristrutturato e adibito a casa di riposo).

### Iniziativa di restauro
La chiesa di Santa Maria della Neve presenta diverse problematiche di degrado. L'umidità alla base dell'abside danneggia le superfici interne ed esterne, mentre la colonia di colombi nel campanile ha causato gravi problemi di igiene e salubrità, oltre al degrado degli intonaci e della copertura. La cappella esterna mostra distacco degli intonaci, probabilmente legato a infiltrazioni d'acqua, e accumuli di polveri dovuti al traffico veicolare.
Queste condizioni compromettono sia la conservazione che la fruizione delle opere. Nel maggio 2025 è iniziata una raccolta fondi Art Bonus per contribuire al restauro del ciclo del Romanino.

## Gli affreschi del Romanino

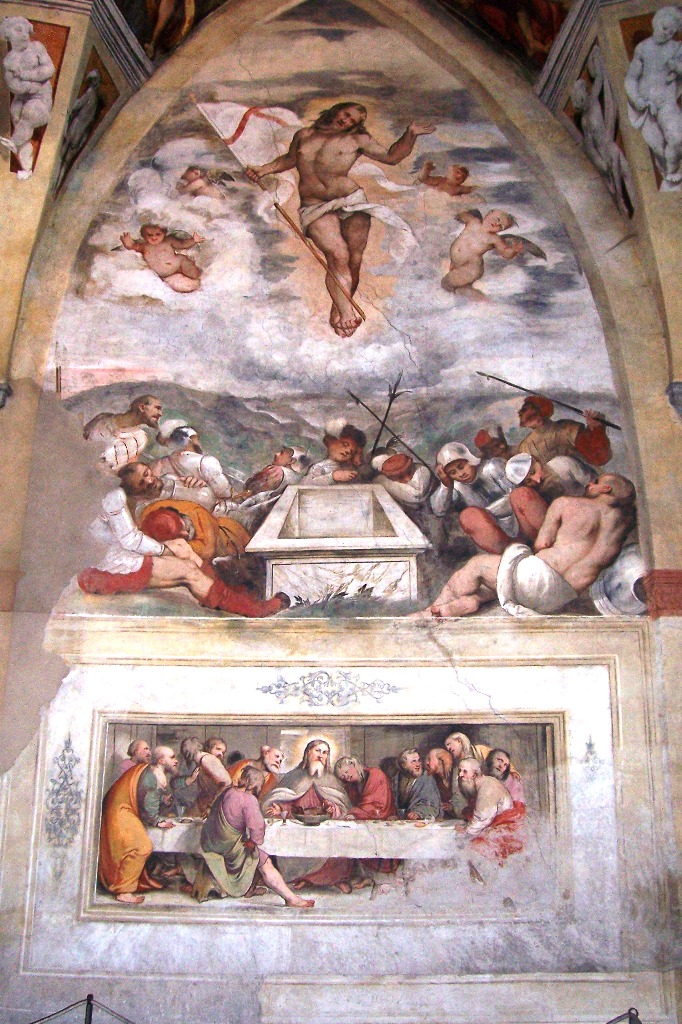
Resurrezione di Cristo e Ultima cena

Le committenze degli affreschi testimoniano che la chiesa era unaius comminitatis, e gestita da homini e dai sindacis locali. Vi è, infatti, un documento del 1534 che indica uno chredito com li homini de Pisogni de lire cent'cinquanta, e uno successivo del 24 febbraio 1546 dove l'artista con Daniele Mori, suo aiutante si portano a Pisogne a richiedere a sindacis de Pisogne de Sante Marie una somma di denaro. Proprio allora furono tamponate le finestre poste sul lato sud e nord perché l'artista avesse più ampio spazio a soddisfare le richieste. La scelta dei committenti di appoggiarsi al Romanino non sono documentate, si consideri però che il Moretto si stava dedicando alla pittura di grandi pale d'altare, mentre Savoldo stava lavorando per Francesco II Sforza di Milano, mentre Romanino era indicato come il miglior realizzatore di affreschi presente sul territorio. 
L'interesse artistico della chiesa si concentra sul ciclo di affreschi che raffigurano la Passione di Cristo, considerati uno dei punti più alti della poetica del Romanino
Le scene affrescate si presentano allo spettatore come un complesso di imponente teatralità, con le volte popolate da "michelangiolesche" figure di sibille e profeti e con le scene sulle pareti che si dispiegano a formare una sorta di rappresentazione popolare della Passione che si svolge nella Settimana Santa e che coinvolge un intero paese.
Giovanni Testori battezzò suggestivamente con il nome di "Cappella Sistina dei poveri" la chiesa affrescata di Pisogne e, durante una conversazione pubblica, spiegò in questi termini il senso di tale appellativo.
(Giovanni Testori, Sotto il cielo di Romanino, in "Testori a Brescia", (a cura di Associazione Giovanni Testori), Silvana Editoriale, 2003)

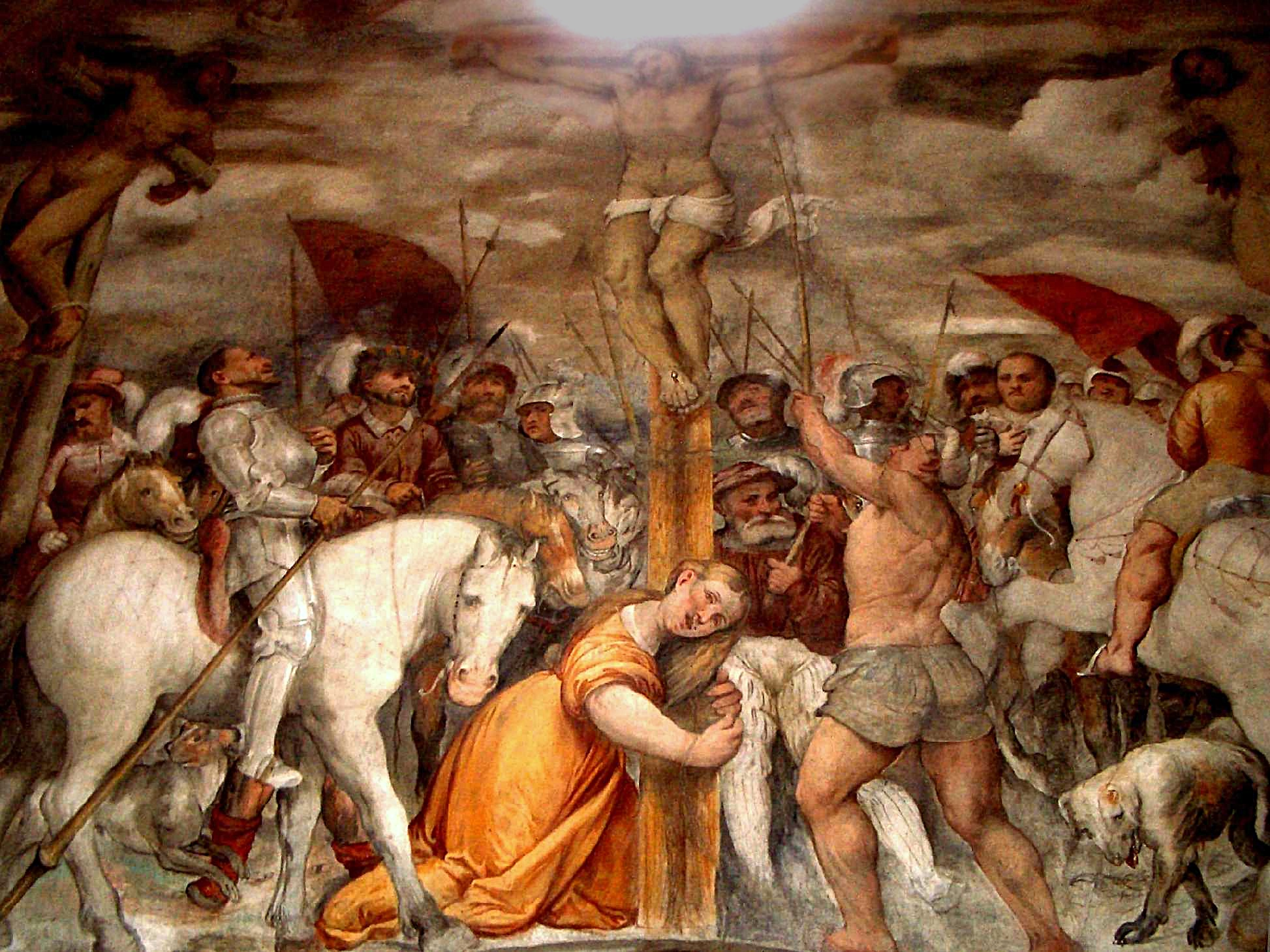
Crocifissione (particolare)

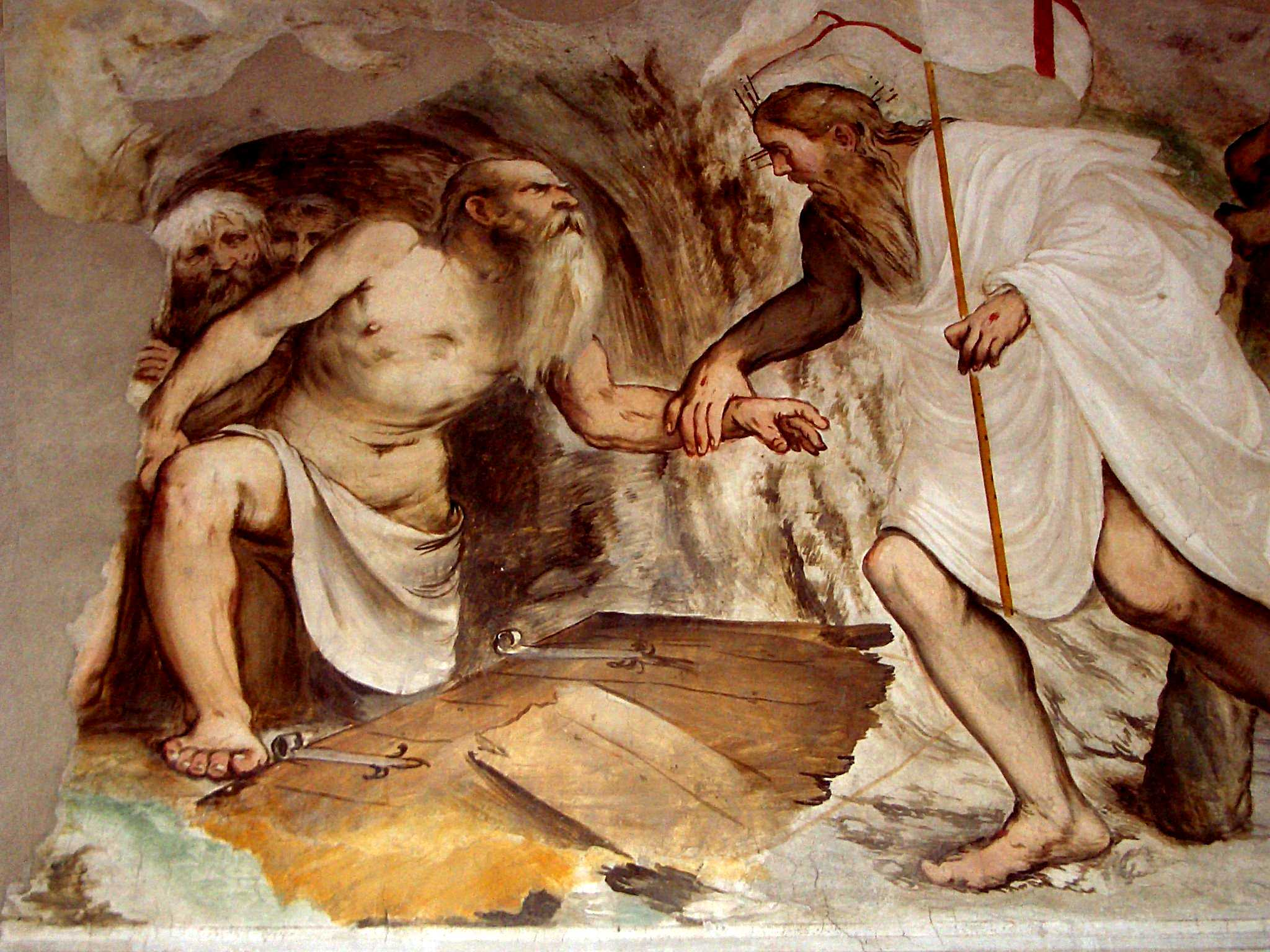
La Discesa al Limbo (particolare di Gesù che aiuta Adamo ad uscire)

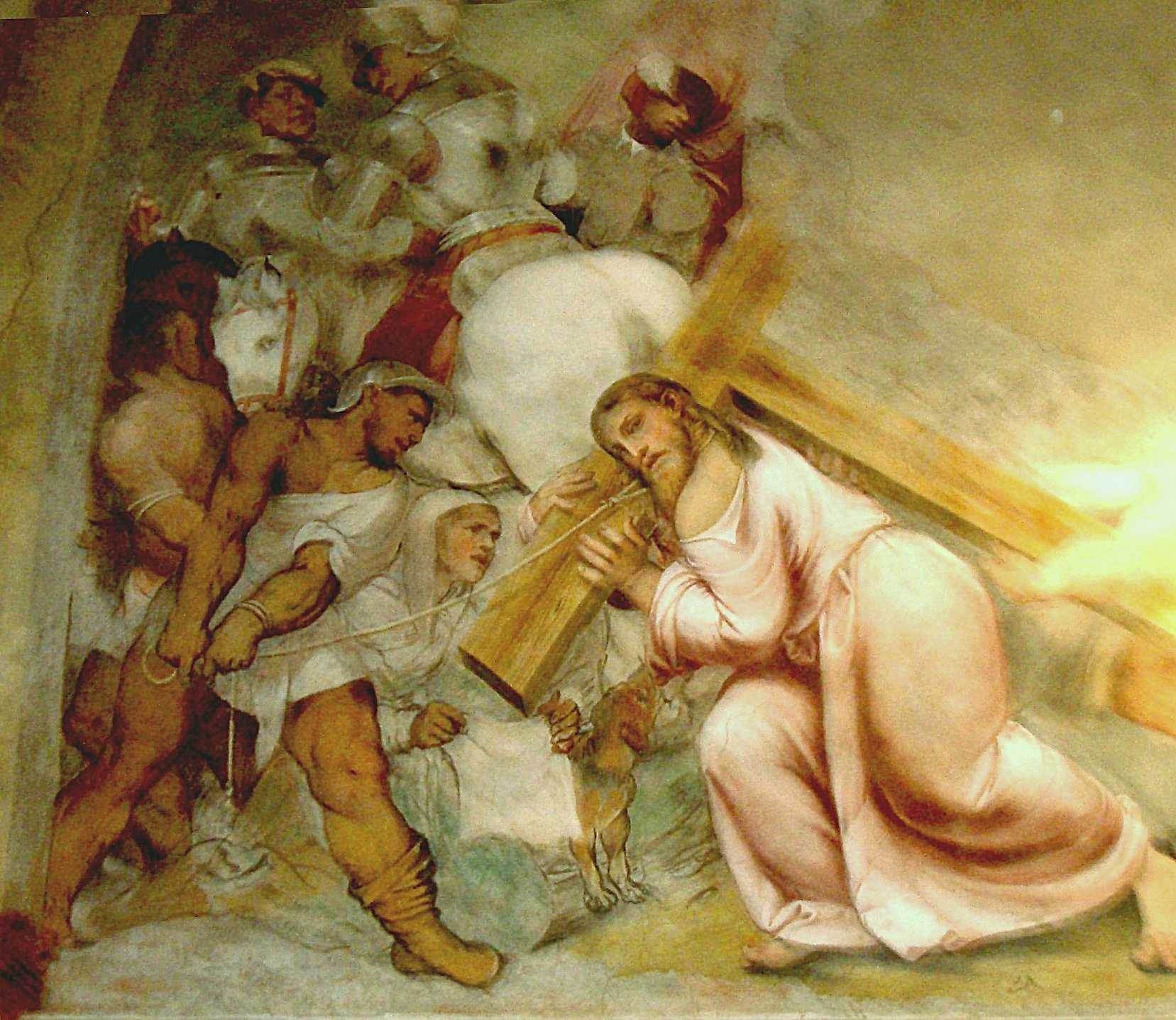
La salita al Calvario (particolare di Gesù e il Manigoldo)

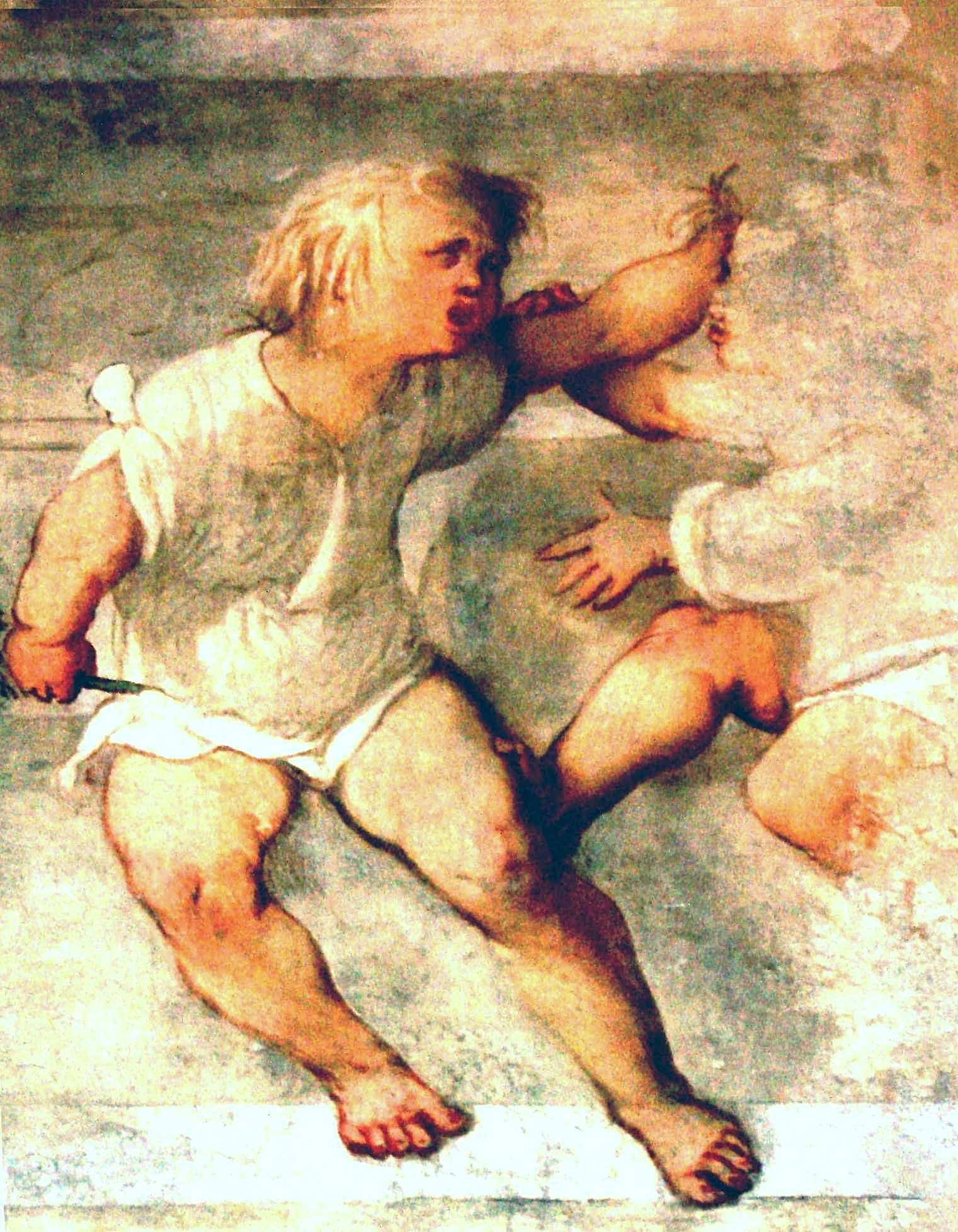
Ecce Homo (particolare di bambini che litigano)

Colpisce il distacco dalle forme idealizzate del classicismo rinascimentale, l'uso del dialetto al posto della lingua colta, che si esprime in modo grottesco nella rappresentazione di volti e di corpi robusti e sgraziati: emblematica è la tozza figura della Maddalena che sembra corsa fuori dalla stalla per abbracciare la croce, oppure quella nerboruta del "Manigoldo" che interpreta la scena della Salita al Calvario, quella di Adamo che esce dal Limbo con lo sguardo furioso. È stato sempre Testori a riferirsi al Romanino come il solo vero grande sdegnoso e sdegnato barbaro, connotandolo anche come il più grande, più torvo e triviale dei pittori in dialetto dell'arte di ogni regione e di ogni tempo
Ad aumentare il senso popolano della rappresentazione sono inseriti brani di vita quotidiana che si sovrappongono e si confondono con il racconto evangelico. Ne sono un esempio i cani che passeggiano nella concitata scena della Crocifissione oppure i bambini che, nella scena dell'Ecce Homo, si azzuffano tra loro ai piedi della scala, insensibili al dramma che sta avvenendo.
Il giudizio che, a fronte di un così manifesto linguaggio barbaro, a fronte di una narrazione visiva che procede impressionisticamente, con compiacimenti grotteschi che vanno a scapito della eleganza e della precisione pittorica (finanche con deliberate violazioni della proporzione dei corpi e delle regole della prospettiva), lo spettatore potrebbe - come in effetti avvenne ad opera della critica - ritenere che gli affreschi di Pisogne costituiscano una manifestazione minore dell'arte rinascimentale, uscita dal pennello di un artista eccentrico e non censurata da una committenza poco esigente.
Tale giudizio si ribalta immediatamente quando si mettano in relazione gli affreschi del Romanino con l'esigenza di innovare le forme di comunicazione del messaggio evangelico, collocandolo in mezzo alla gente comune, connotandolo come risposta ad un bisogno diffuso ed autentico di spiritualità.
Alessandro Nova definisce gli affreschi di Pisogne "uno dei cicli più eterodossi, quasi in controtempo, della storia dell'arte italiana".
(A. Nova, Centro, periferia, provincia: Tiziano e Romanino, in AA.VV., "Romanino, un pittore in rivolta nel Rinascimento italiano", Silvana Editoriale, 2006 (Catalogo della omonima mostra di Trento))
Romanino compie dunque, nel campo della pittura, un percorso di valorizzazione della parlata dialettale simile a quello che troviamo nelle cappelle dei Sacri Monti.
Erasmo da Rotterdam sottolineava in quegli anni l'affermazione di San Paolo secondo la quale il vero tempio di Dio erano i poveri. Lo stesso messaggio – di una vita ispirata dalla Imitatio Christi - veniva dalla confraternita dei Disciplini, committenti dell'opera, e da altri ordini religiosi presenti in Valcamonica. Un messaggio che si era fatto urgente nelle valli che portavano al nord, verso terre nelle quali la Riforma stava rapidamente diffondendosi e che era urgente contrastare
Il ciclo di affreschi che – pur con alcune ferite – possiamo oggi ammirare, copre interamente la volta, l'arco trionfale, le pareti laterali e la controfacciata. Sono andati invece perduti gli affreschi che ricoprivano l'abside (con le Storie di Maria) e quelli che, sempre il Romanino, aveva dipinto sulle pareti esterne. Di questi ultimi rimangono solo alcune parti staccate (due scene riguardanti l'Adorazione dei Magi sono conservate nell'abside).
Le vele e gli arconi che formano la volta sono decorati – secondo una precisa disposizione iconografica - con figure di profeti e sibille che reggono misteriosi cartigli annuncianti la venuta del Cristo.
Sull'arco trionfale che dà accesso al presbiterio troviamo – disposte in uno schema abituale – la figura del Padreterno, dell'Arcangelo Gabriele e della Vergine Annunziata. Più in basso, sulla stessa parete, sono poste le scene della Discesa dello Spirito Santo e della Deposizione che fungevano da pale d'altare.
Le pareti laterali sono affrescata secondo due registri: più in alto, ad occupare le grandi arcate gotiche, troviamo le scene finali della "Passione" (partendo dall'angolo a sinistra dell'arco e procedendo in senso antiorario, la Cattura di Cristo nell'Orto degli Ulivi, l'Ecce Uomo, la Salita al Calvario, la Crocifissione sulla controfacciata, la Resurrezione, la Discesa al Limbo e l'Ascensione); sotto di esse in una zoccolatura di finto marmo troviamo altre scene della vita di Cristo (la Cena in casa del Fariseo, Cristo davanti a Pilato, Cristo flagellato, Cristo coronato di spine, l'Ultima Cena, la Lavanda dei piedi e l'Ingresso in Gerusalemme), raffigurate in scala più piccola dentro riquadri rettangolari che fanno pensare ad una galleria di quadri. I dipinti colpiscono per l'esecuzione sommaria e rapida delle figure, ottenuta dipingendo in prevalenza direttamente sull'intonaco fresco, senza l'aiuto di cartoni preparatori; le vesti dei principali personaggi mostrano colori serici, con panneggi fruscianti ottenuti grazie ad un uso sapiente di effetti luministici. 

Il percorso meditativo proposto dal Romanino lungo le pareti della chiesa presenta alcune incongruenze rispetto al susseguirsi degli eventi narrati nei testi evangelici. Osserva a questo proposito Francesco De Leonardis:
(F De Leonardis, La via del Romanino dal Sabino alla Valcamonica, testo reperibile al sito )
Il punto culminante dell'intero ciclo è la grande drammatica scena della Crocifissione che occupa l'intera controfacciata della chiesa. Lo sguardo corre subito alla figura dolente del Cristo crocifisso ed a quella di una Maddalena dalle braccia e dal volto di contadina posta in primo piano ad abbracciare disperatamente la croce. Ai lati della croce di Cristo osserviamo le figure possenti dei due ladroni.
Sotto le croci la scena è riempita da una imponente calca umana: le pie donne sembrano voler stare in disparte sul lato sinistro della scena; sul lato opposto una soldataglia vociante si gioca ai dadi la tunica di Gesù (un trasparente messaggio pedagogico sulla necessità di non dividere la chiesa di Cristo). La folla si addensa al centro della scena attorno ai soldati romani a cavallo. In primo piano è la figura di Longino, il centurione che trafisse con la lancia il corpo di Cristo, che si staglia pensieroso nella sua argentea armatura.
(F De Leonardis, La via del Romanino dal Sabino alla Valcamonica, op. cit.)

## Galleria d'immagini

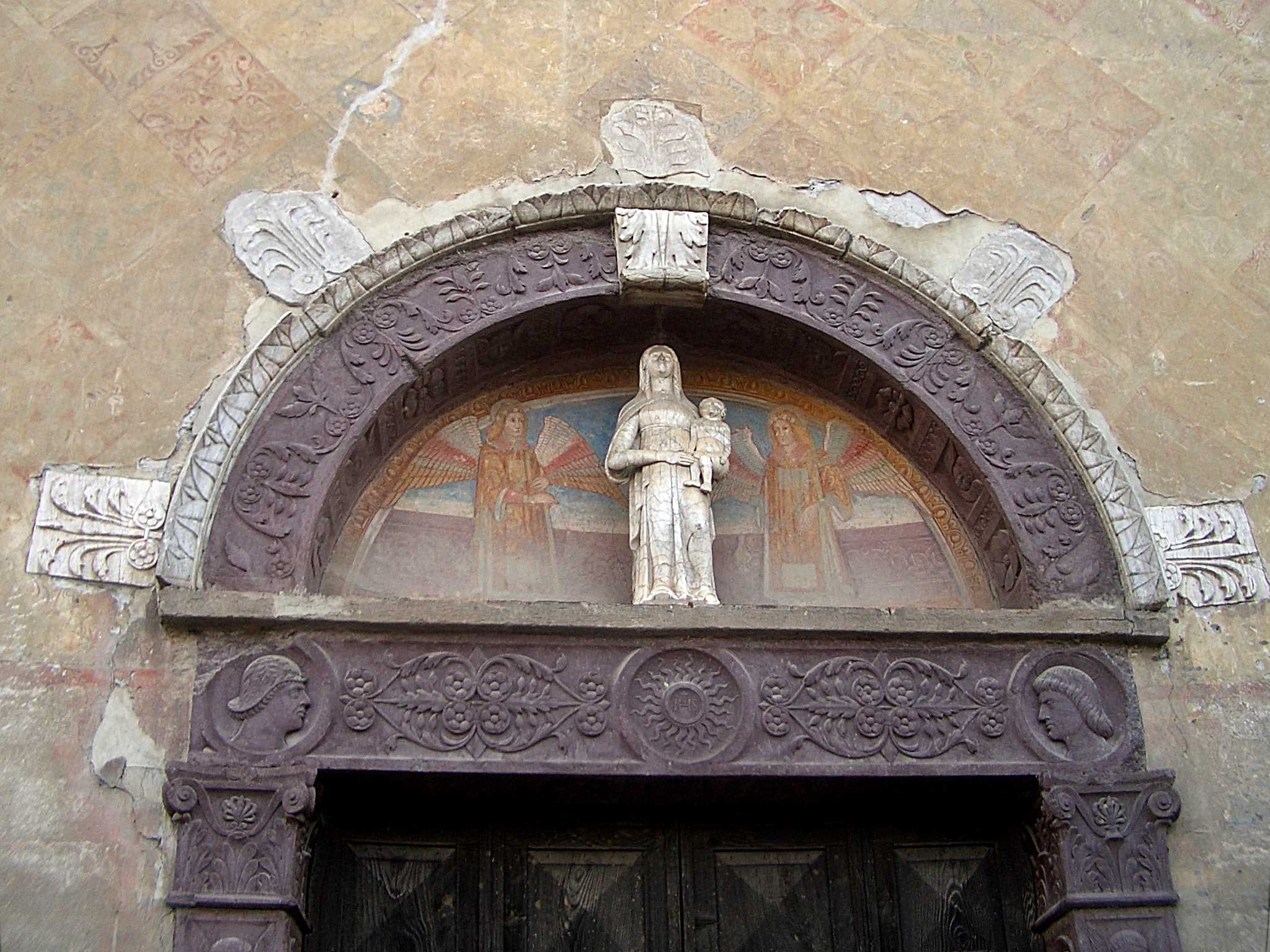
Particolare della facciata
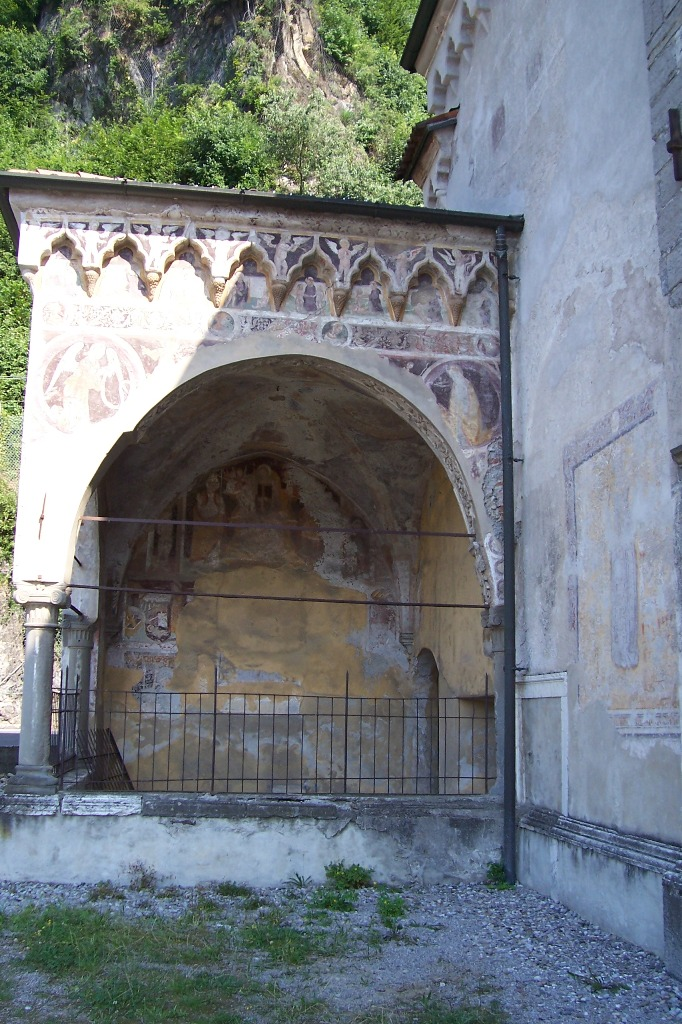
Portichetto esterno
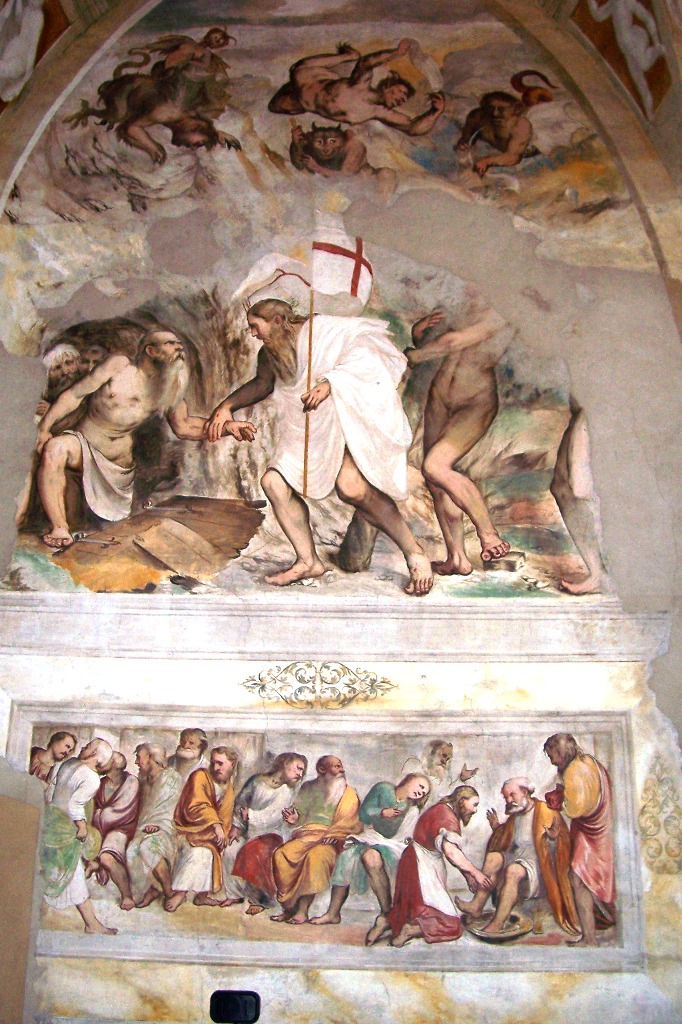
Romanino, Discesa al limbo e Lavanda dei piedi
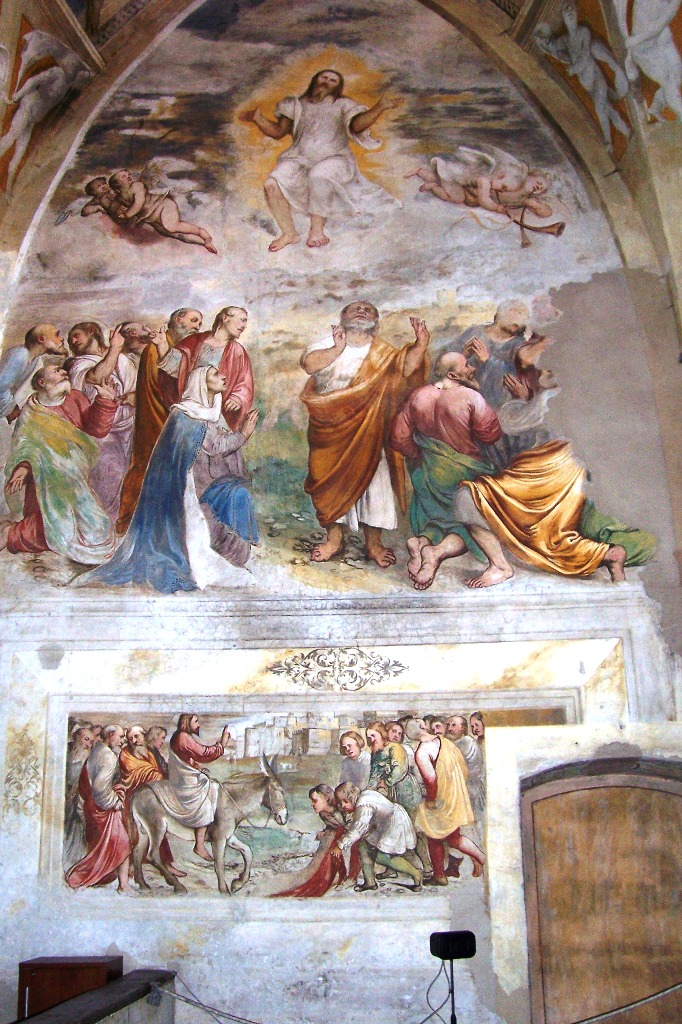
Romanino, Ascensione di Cristo e Ingresso in Gerusalemme
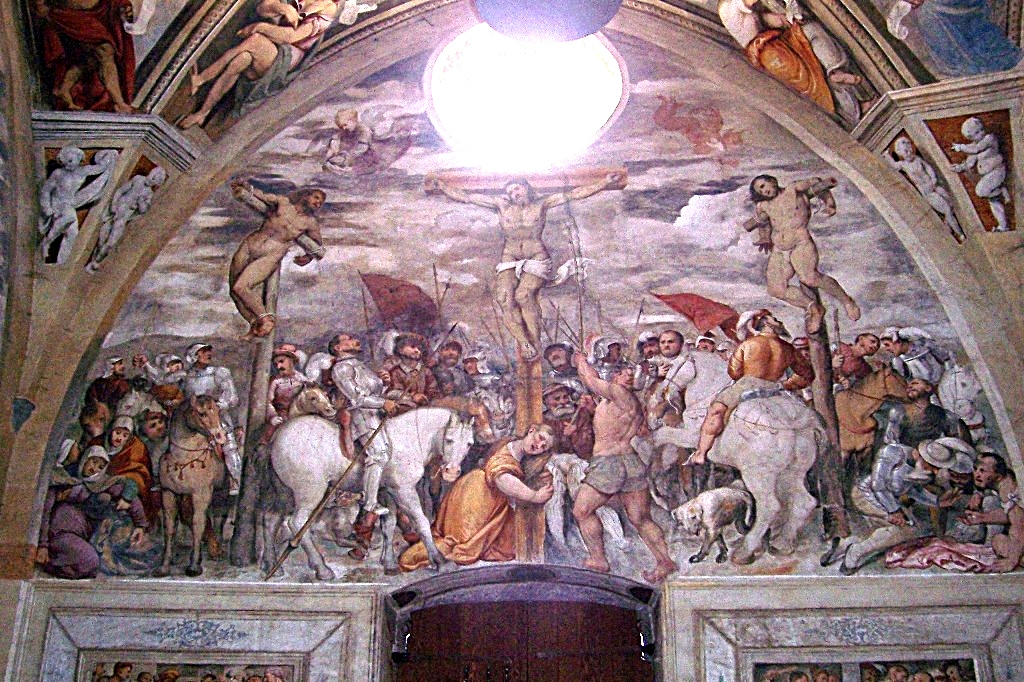
Romanino, Crocifissione
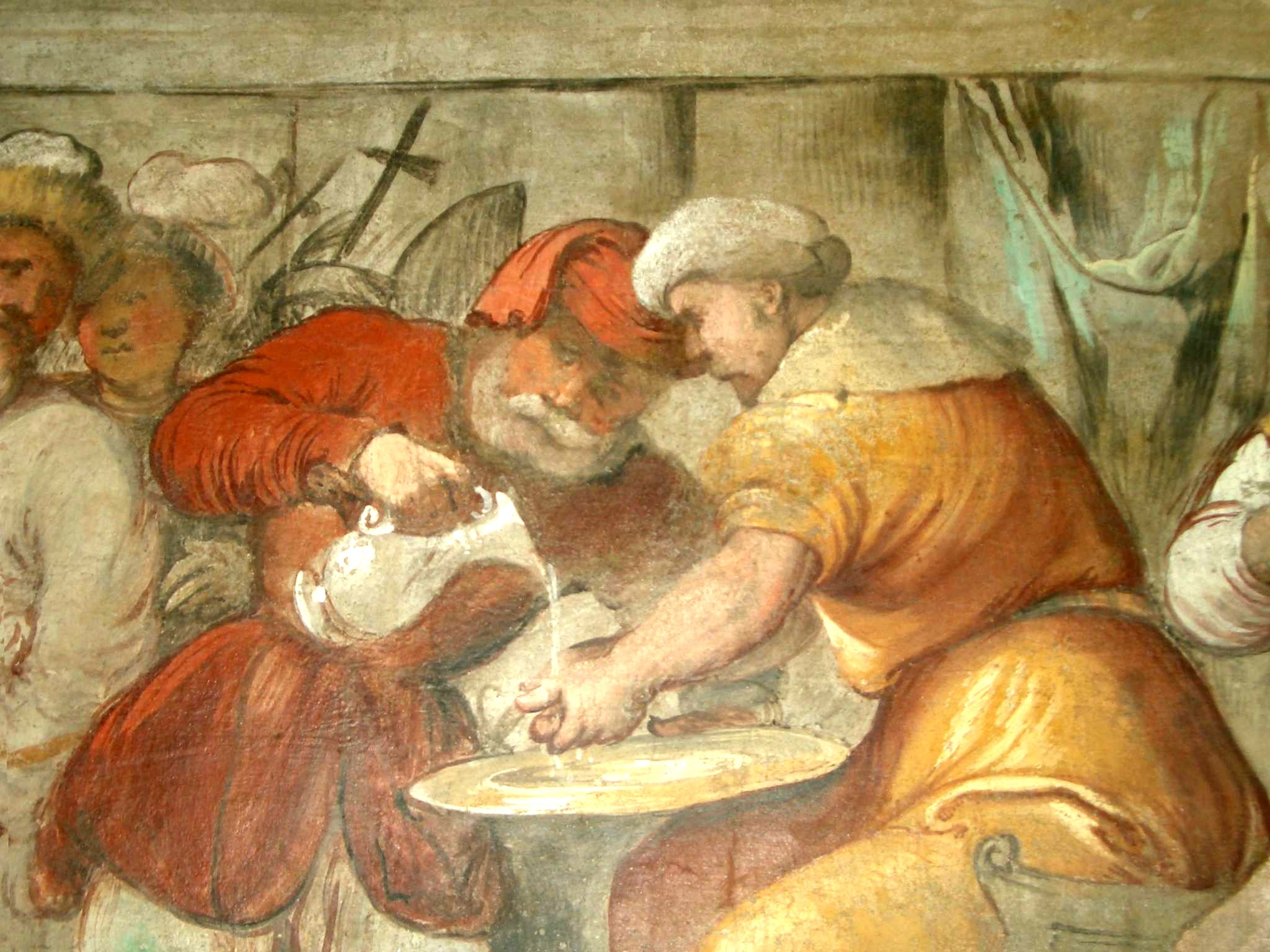
Romanino, Cristo davanti a Pilato (particolare)
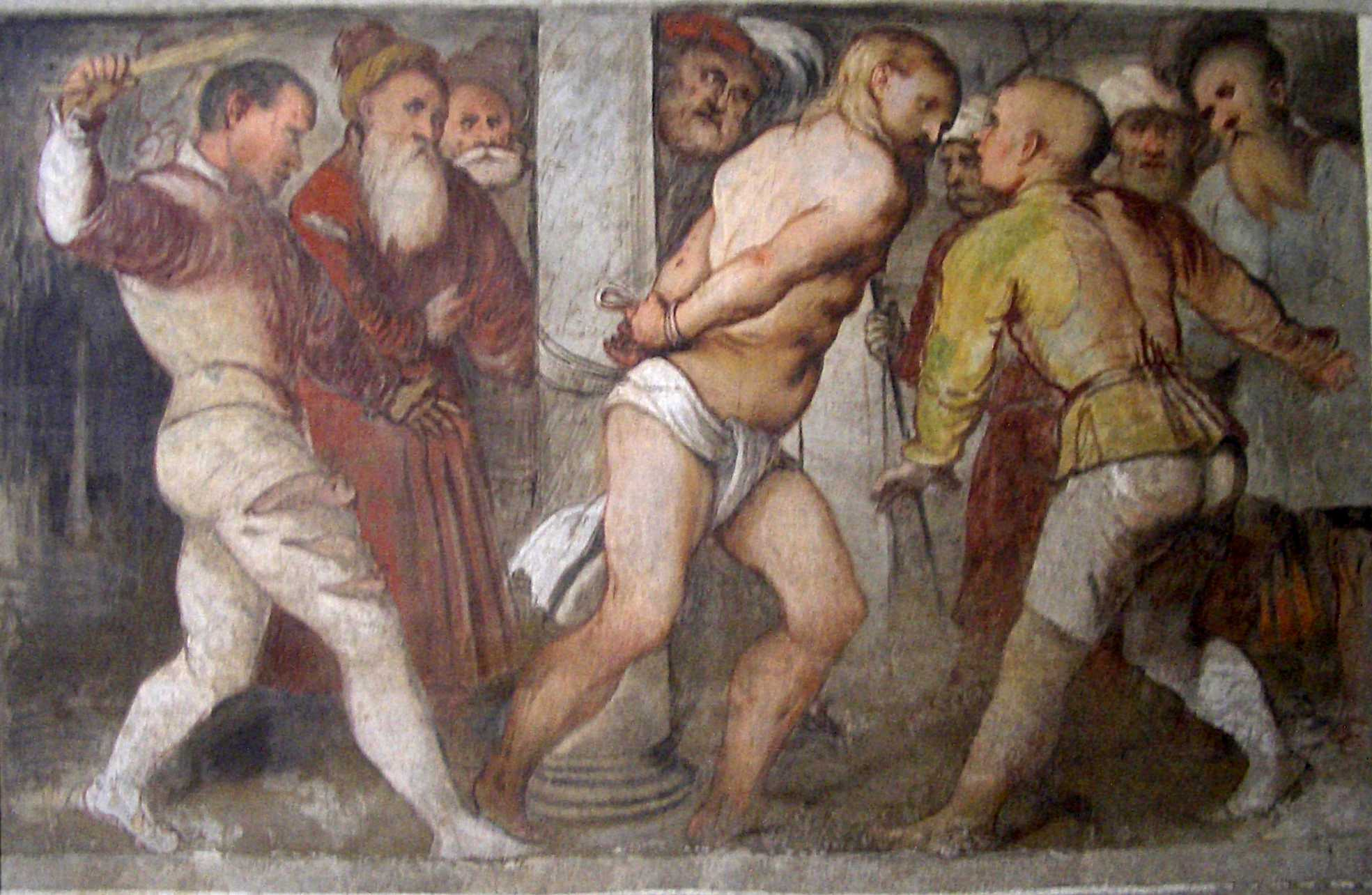
Romanino, Flagellazione
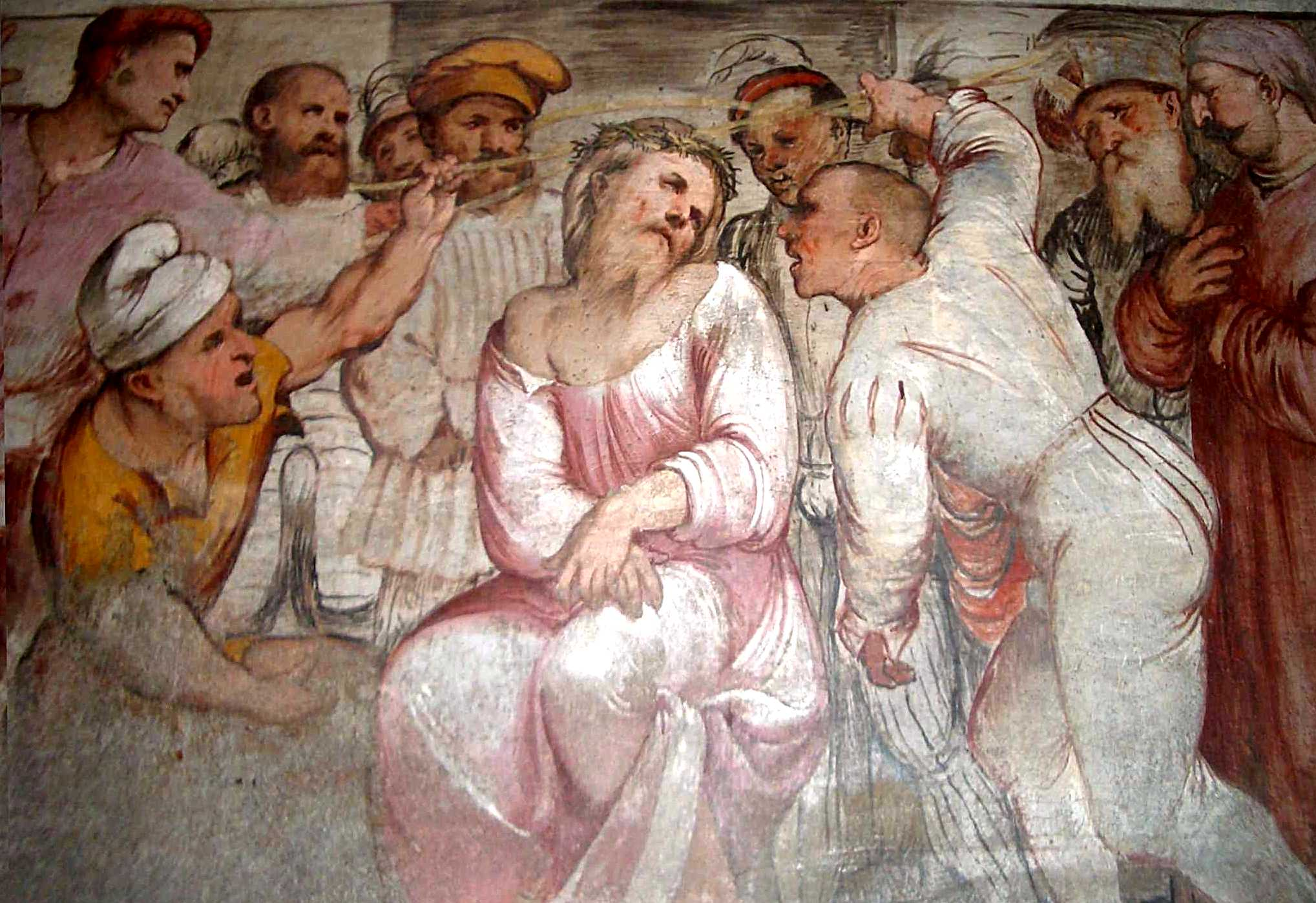
Romanino, Incoronazione di spine
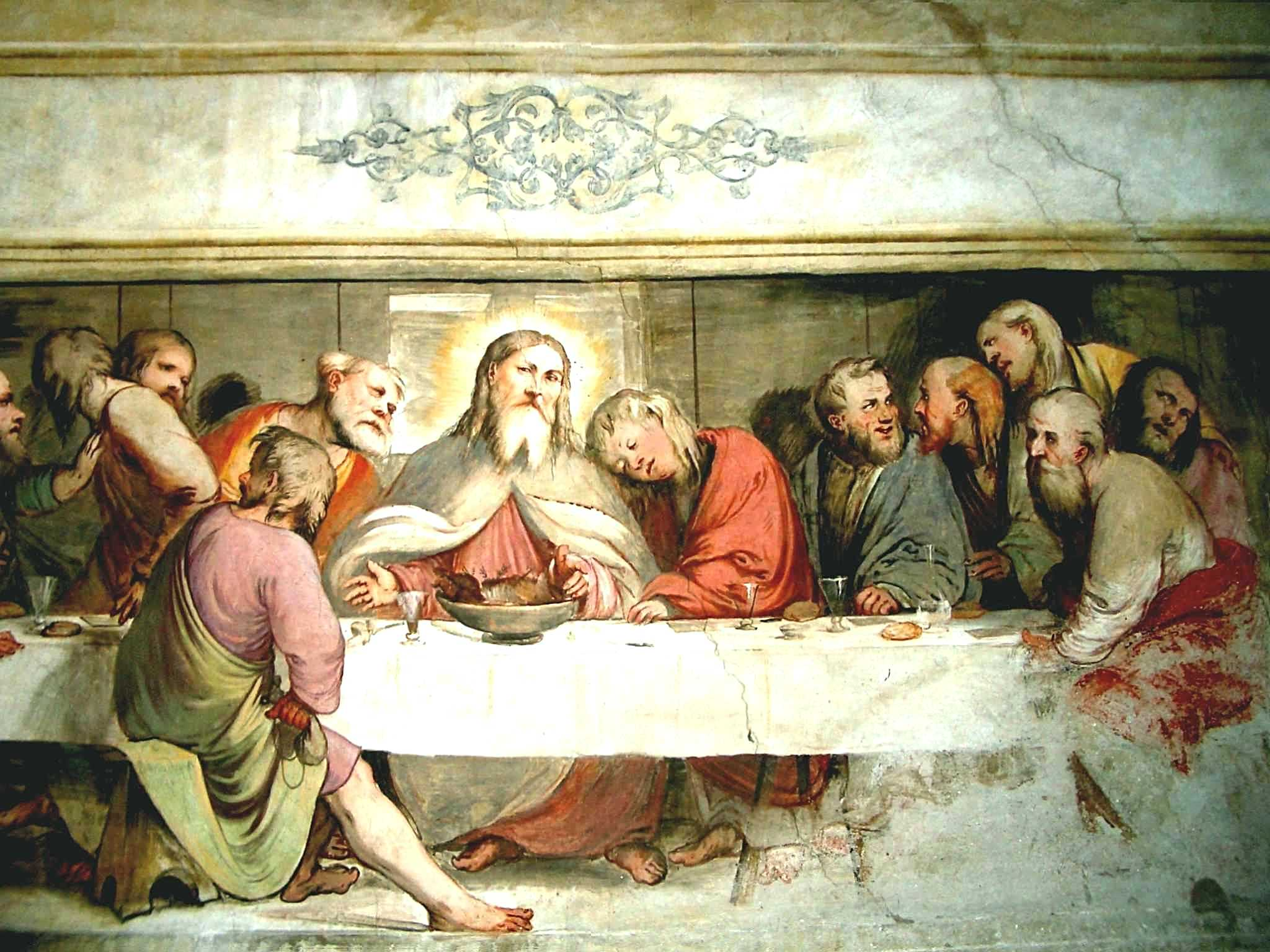
Romanino, Ultima cena
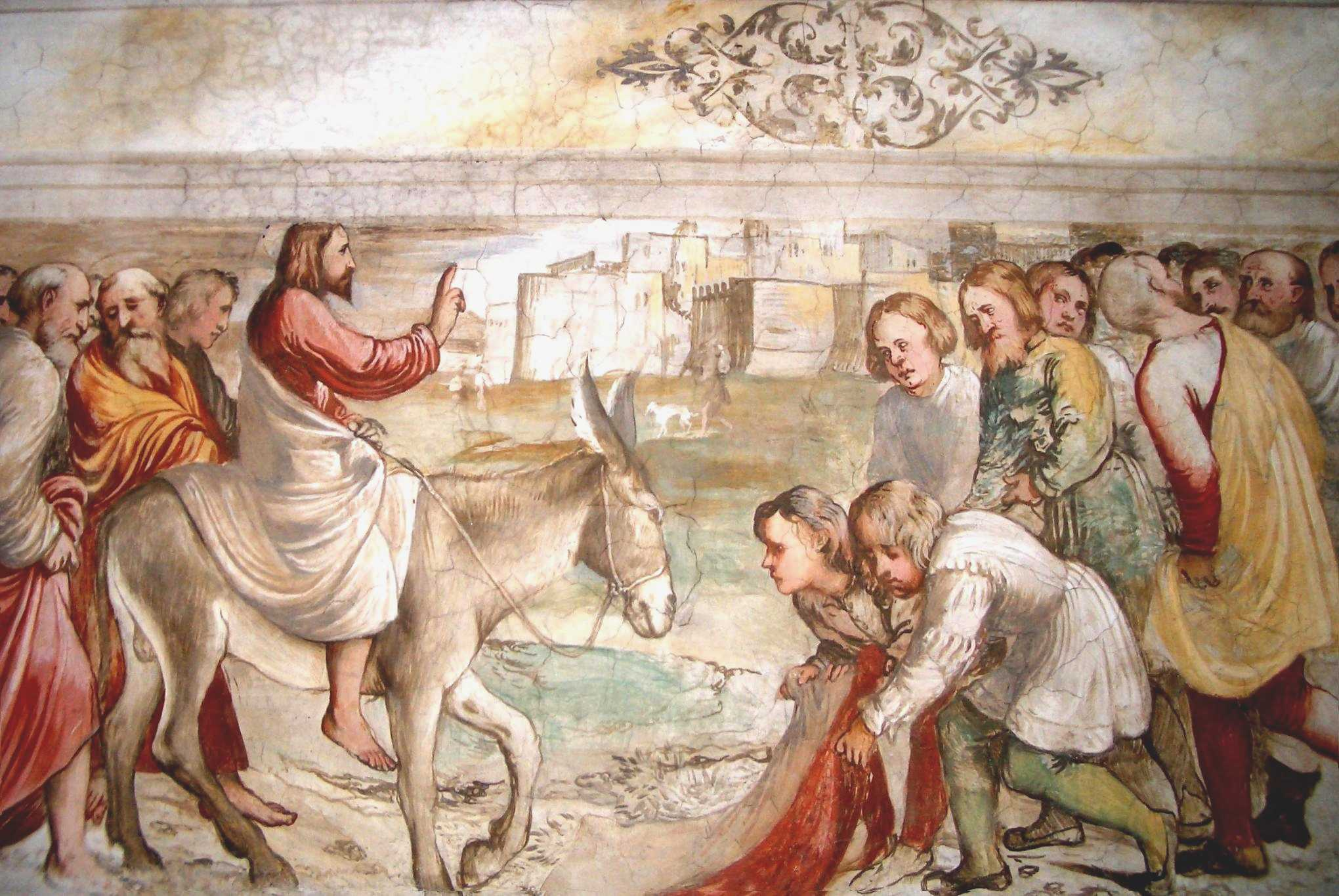
Romanino, Ingresso in Gerusalemme
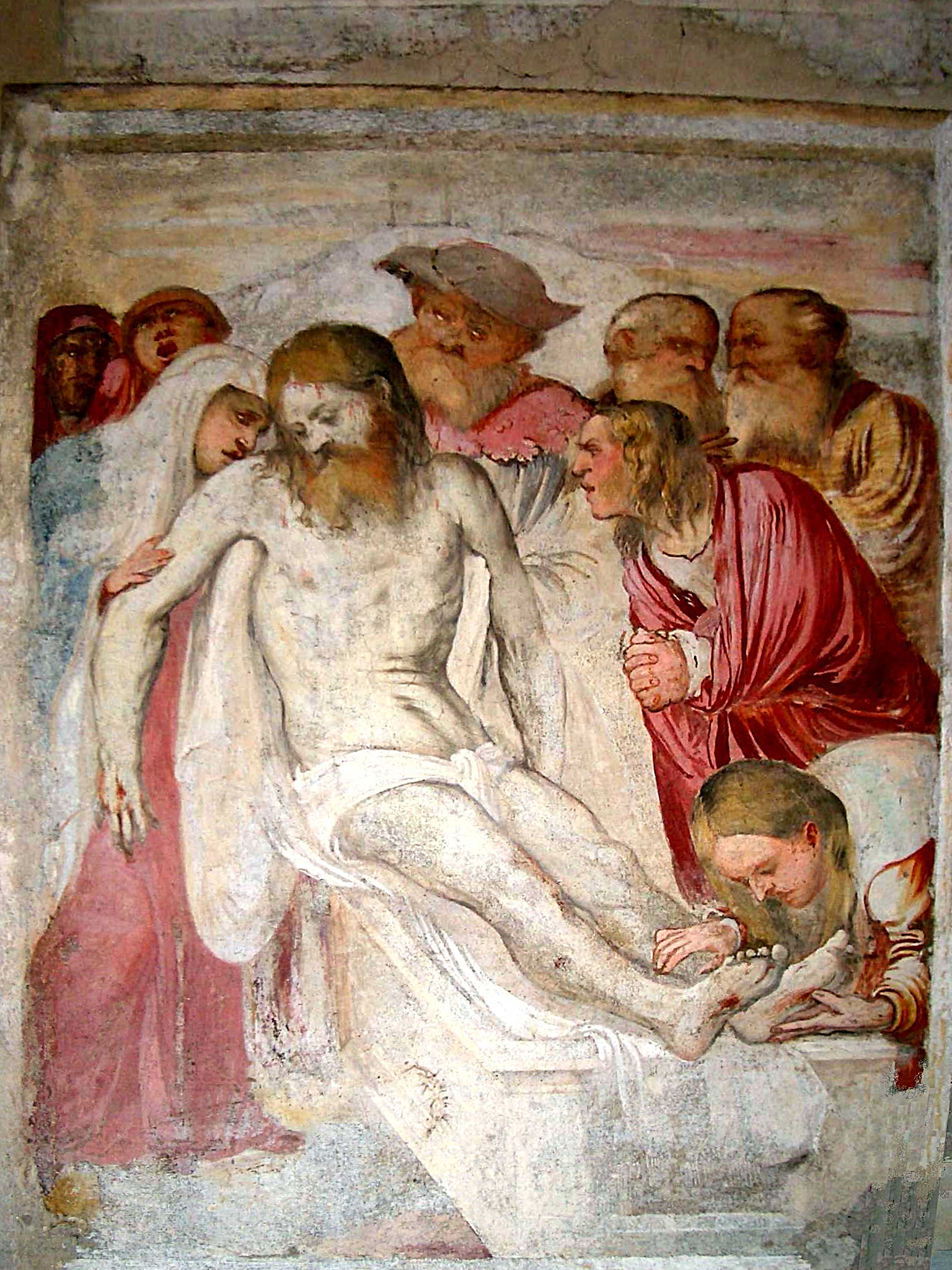
Romanino, Deposizione di Cristo